# Asunder
Asunder är det tyska melodisk death metal-bandet Heaven Shall Burns debutalbum, utgivet i april 2000 på Lifeforce Records.

## Låtlista
1. "To Inherit the Guilt" – 3:05
2. "Cold" – 4:21
3. "Betrayed Again" – 3:53
4. "Deification" – 5:12
5. "Pass Away" – 3:30
6. "Open Arms to the Future" – 2:55
7. "The Drowned and the Saved" – 4:07
8. "Where Is the Light" – 2:57
9. "Asunder" – 4:49
10. "The Fourth Crusade" (Bolt Thrower-cover) – 4:52
11. "Battlecries" (Liar-cover) – 26:23

## Medverkande
Musiker
- Marcus Bischoff – sång
- Maik Weichert – gitarr
- Patrick Schleitzer – gitarr
- Eric Bischoff – basgitarr
- Matthias Voigt – trummor

Bidragande musiker
- Patrick W. Engel – gitarr
- Frank Riebig – sång

Produktion
- Ralf Müller – producent, inspelningstekniker
- Patrick W. Engel – mixning
- Mike D'Antonio – layout, design